# Carl Gregory
Carl Gregory, o Carl Louis Gregory (Walnut, 9 settembre 1882 – Van Nuys, 11 marzo 1951), è stato un direttore della fotografia, regista cinematografico e sceneggiatore statunitense del cinema muto.

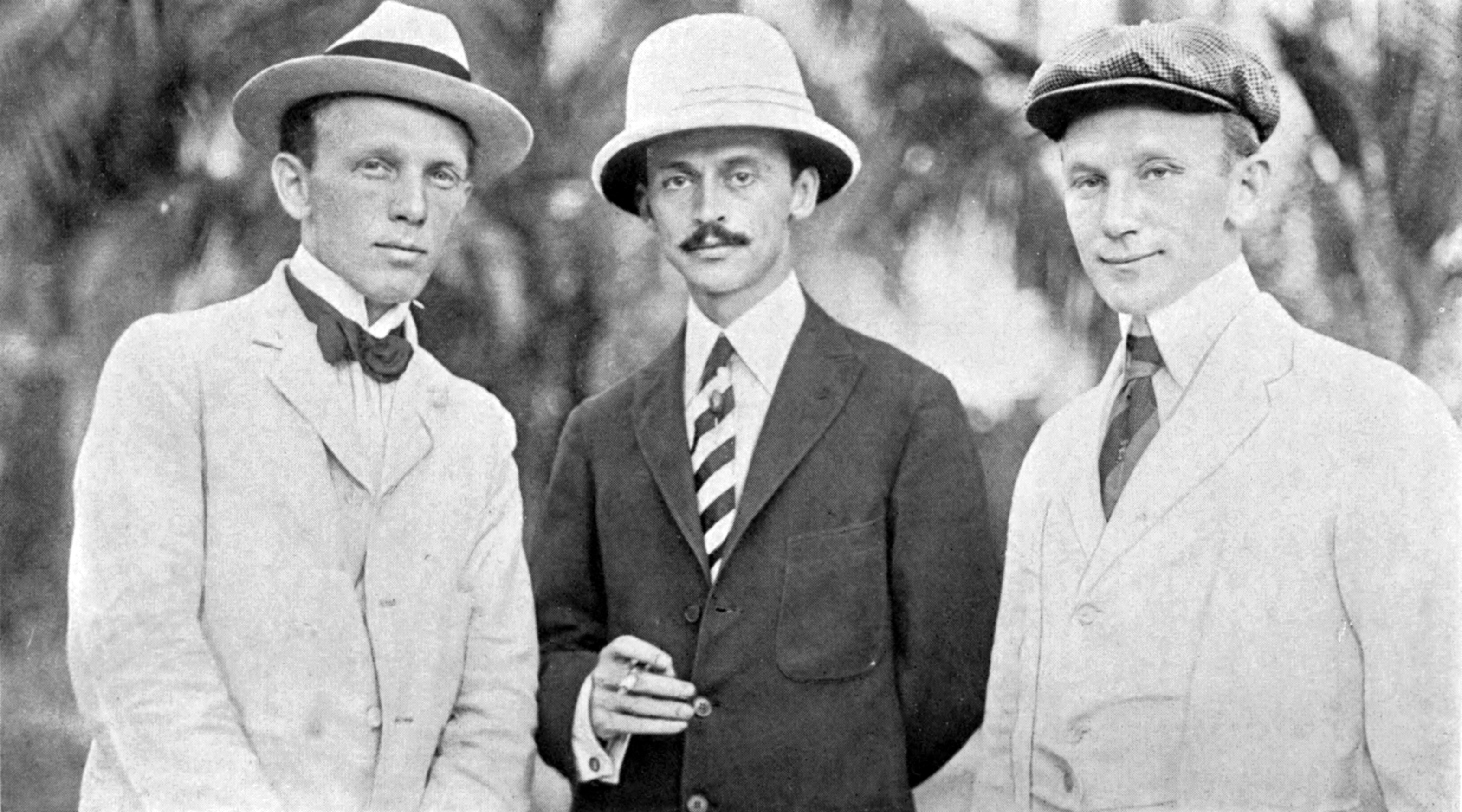
Carl Gregory (al centro) nel 1914

Talvolta si firmava anche Carl L. Gregory.

## Biografia
Nato nel Kansas, a Walnut, Gregory cominciò a lavorare nel cinema nel 1909 come direttore della fotografia. Nel 1913, divenne regista e, fino al 1920, diresse oltre una sessantina di pellicole. La sua carriera si svolse tutta nel periodo del muto, coprendo poco più di un decennio. Come direttore della fotografia, prese parte a più di settanta film, come sceneggiatore appare in circa una decina di pellicole. Fece anche l'aiuto regista.

## Filmografia

### Direttore della fotografia
- Laddie, regia di Ashley Miller (1909)
- Hansel and Gretel, regia di J. Searle Dawley (1909)

- The Star of the Side Show, regia di Lucius Henderson (1912)

- The Twins, regia di Lucius Henderson (1912)
- Farm and Flat
- The Professor's Son
- The Capture of New York

- Seven Ages of an Alligator (1913)

- Love's Flame

### Regista
- An American in the Making (1913)
- Louie, the Life Saver (1913)
- A Deep Sea Liar (1913)
- Beauty in the Seashell (1913)
- The Mystery of the Haunted Hotel (1913)
- Lobster Salad and Milk (1913)
- Algy's Awful Auto (1913)
- Friday the Thirteenth (1913)
- Le vacanze di Arcibaldo (Looking for Trouble) (1913)
- A Campaign Manageress (1913)
- Bread Upon the Waters (1913)
- A Shot Gun Cupid (1913)
- Her Right to Happiness (1913)
- The Little Church Around the Corner (1913)
- His Imaginary Family (1913)
- The Law of Humanity (1913)
- Cupid's Lieutenant (1913)
- A Rural Free Delivery Romance (1914)
- The Ten of Spades (1914)
- A Circumstantial Nurse (1914)
- When the Cat Came Back (1914)
- The Vacant Chair (1914)
- The Purse and the Girl (1914)
- Where Paths Diverge (1914)
- Percy's First Holiday (1914)
- The Tangled Cat (1914)
- All's Well That Ends Well (1914)
- The Hold-Up (1914)
- Her Way (1914)
- Beautiful Snow (1914)
- Her First Lesson (1914)
- Too Much Turkey (1914)
- Her Awakening (1914)
- The Strike, co-regia Henry Harrison Lewis (1914)
- Politeness Pays (1914)
- Forced to Be Stylish (1914)
- In Her Sleep (1914)
- A Circus Romance (1914)
- A Telephone Strategy (1914)
- His Enemy (1914)
- The Toy Shop (1914)
- The Little Señorita (1914)
- Professor Snaith (1914)
- At the Bottom of the Ocean
- The Decoy (1914)
- The Girl of the Seasons (1914)
- The Veteran's Sword (1914)
- The Cavalry at Fort Meyer, Va.
- Harvesting Ice
- A Bahamian Pineapple Plantation
- The Target of Destiny (1914)
- Thirty Leagues Under the Sea
- The Wild, Wooly West
- A Denver Romance
- When East Meets West
- A Yellowstone Honeymoon
- Yellowstone Park: Scenic No. 1
- Yellowstone Park: Scenic No. 2
- Yellowstone Park: Scenic No. 3
- Yellowstone Park: Scenic No. 4
- Yellowstone Park: Scenic No. 5
- Yellowstone Park: Scenic No. 6
- Love's Flame

### Aiuto Regista
- From the Flames, regia di Carroll Fleming (1914)

### Sceneggiatore
- Doggie's Debut
- Beauty in the Seashell, regia di Carl Gregory (1913)
- A Campaign Manageress, regia di Carl Gregory (1913)